# Республиканская клиническая больница имени Г. Г. Куватова
Республиканская клиническая больница имени Г. Г. Куватова (баш. Ғ. Ғ. Ҡыуатов исемендәге Республика клиник дауаханаһы) — государственное учреждение здравоохранения в Уфе. Имеет 28 отделений по трём основным профилям - хирургии, терапии и акушеро-гинекологии. Также имеется поликлиника и вспомогательные диагностические отделения. Все отделения больницы являются базой для клинических кафедр Башкирского государственного медицинского университета. В больнице работают более 2367 человек, в том числе 532 врача.

## История
Основана в 1876 году как Губернская земская больница.
Первоначально в больницу были приглашены старшие ординаторы Борецкий и Чубовский, позже врачи Николай Витальевич Чаушанский и Александр Степанович Цветков (впоследствии назначенный старшим врачем больницы).
Губернская больница несколько раз переезжала из одного здания в другое. В 1888 году на окраине Уфы началось строительство 9 деревянных корпусов (114 коек).
Основные даты в истории больницы:
- 1882 год — организовано медицинское общество земских врачей.
- 1890 год — организован амбулаторный прием больных.
- 1908 год — больница стала базой фельдшерско-акушерской школы губернского земства.
- 1909 год — введение клинических требований к уходу, наблюдению, диагностике и лечению больных.
- 1909 год — организован больничный совет, прообраз медицинского совета.
- 1910 год — открытие первой дезинфекционной камеры.
- 1910 год — организована прозектура врачом Ч.Я. Ястржемским.
- 1911 год — построена и открыта амбулатория.
- 1911 год — открытие лабораторий клинического и бактериологического исследования.
- 1911 год — открытие медицинской библиотеки.
- 1913 год — открытие первого рентгеновского кабинета.
- 1913 год — участие в гигиенических выставках в Дрездене и С-Петербурге, присуждение малой золотой медали.
- 1914 год — в связи с началом Первой мировой войны количество коек увеличивается до 184.

11 января 1924 года старшим врачом больницы был назначен Нурэль-Гаян Нуриахмедович Байтеряков.
В 1949 году на базе больницы организована санитарная авиация.
13 сентября 1976 года больнице присвоено имя первого наркома здравоохранения Башкортостана, врача Гумера Галимовича Куватова.